# プリンス・クリッパー
クリッパー（CLIPPER）は、プリンス自動車工業が製造・販売していた小型/普通トラックである。1966年のプリンス自動車工業と日産自動車の合併後も引続き製造され、日産・プリンス店（スカイライン販売会社）で販売された。
2003年に三菱自動車工業よりOEM供給を受ける日産初の軽商用車の車名として復活した。2014年にスズキからのOEM供給に変更されたが、2024年にEV商用バンモデルのクリッパーEVが追加された際に三菱自動車工業からのOEM供給が再開された（日産・クリッパーバンを参照）。

## 初代（1958年-1966年）
- 1958年10月 - 富士精密工業（後のプリンス自動車工業）より、「プリンス・キャブオーバートラック（AKTG-1型 1955年4月発表）」の後継車種としてAQTI-1型クリッパー発売。ラジエータグリルがなく、楕円形の穴が2列上下に3つずつ並んだデザインが特徴的であった。3人乗り、2 t積で直列4気筒OHV、排気量1,484 ccのGA30型エンジン（60 PS/4,400 rpm、10.75 kgm/3,200 rpm）を搭載した。ボディ製作は昭和飛行機に委託していた。トラックのほかにパネルバン、マイクロバスがラインナップされた。
- 1959年10月 - AQTI-2型クリッパー発売。直列4気筒OHV、1,484 ccのGA4型エンジン（70 PS/4,800 rpm、11.5 kgm/3,600 rpm）を搭載する。
- 1960年4月 - マイナーチェンジでAQTI-2改1型となる。ファイナルギアをハイポイドに変更（減速比7.167:1）。
- 1961年2月 - 「スーパークリッパー（BQTI-1型）」発売。クリッパーとの外観の違いはエンブレム程度であった。直列4気筒OHV 1,862 cc GB30型（80 PS/4,800 rpm、14.9 kgm/3,200 rpm）を搭載する。
- 1961年6月 - マイナーチェンジ。AQTI-2改2型発売。ヒゲ付きグリル。BQTI-2型は91馬力
- 1962年5月 - スーパークリッパーにロングボディーを追加。BQTI-2改（OH）型、通称BQTI-OH型。
- 1963年3月 - マイナーチェンジ。T631-3型。ロングボディーはT631N改型OH。国産中型キャブオーバートラック初となる4灯式ヘッドランプを採用。
- 1964年1月 - マイナーチェンジ。T631-4型。ダッシュボードのデザインを変更。

## 2代目（1966年-1976年）
- 1966年4月 - 2代目T65型発売。ヘッドランプベゼルとラジエーターグリルあわせて4個の楕円を持つ造形になる。またグリル内には十字型のモールを組み入れ、これがクリッパーのアイデンティティーとなる。登場直後にプリンスが日産に合併された後も、前期型はフロントに「PRINCE」の社名ロゴを付けていた。
- 1968年 - マイナーチェンジ。エンジンをプリンス設計のG1型、G2型から日産設計のH20型、SD22型に変更。
- 1973年 - マイナーチェンジ。型式がT40型に変更。エンブレムの意匠の変更のほか、保安基準改正のため、フロントコンビネーションランプが橙一色のターンシグナルランプ/クリアランスランプ（車幅灯）兼用の砲弾型ランプから、白色発光のクリアランスランプと橙色発光のターンシグナルランプが独立し、大型化された一体成型の角型コンビネーションランプに変更、ならびにリアコンビネーションランプが赤一色の兼用型から赤色発光のテールランプ/ブレーキランプと橙色発光のターンシグナルランプと白色発光のバックアップランプが一体化した大型コンビネーションランプに変更された（リアコンビネーションランプの意匠は同時期にマイナーチェンジを受けたキャブオール用、およびキャブスター用と同一）。

## 3代目（1976年-1981年）
- 1976年5月 - C340型発売。キャブオールとの姉妹車となる[1]。十字グリルは楕円型から角型に変更された。なお、キャブオールの輸出仕様はこのグリルを使用している。
- 1978年 -　一部改良。標準ボディー車にスーパーローを追加。
- 1979年9月 - マイナーチェンジ。昭和54年排出ガス規制適合。モデルプレートが現行車種で採用されている書式に変更。
- 1980年6月 - 一部改良。3,300ccのED33型エンジンの追加、始動性向上対策にオートグロー及びアフターグローの追加、安全対策にロングボディー車にセーフティーウインドウの追加と一部車種に排気ブレーキがオプション設定された。パワーステアリングも一部車種にオプション設定されたが、クーラーとの同時装着はできない。
- 1981年12月 - 日産・アトラスの登場に伴い、販売終了。

## 車名の由来
「クリッパー」とは「駿馬、俊足を誇る馬」を表す英語。